# Zombo.com
Zombo.com — веб-страница, созданная в 1999 году, после появления технологии Flash-анимации. Сайт является пародией на популярные в то время интродукции к сайтам, которые проигрывались во время загрузки остального сайта. Zombo.com представляет собой сайт, состоящий только из одной длительной интродукции, не ведущей ни к какому контенту.

## Содержание
Zombo.com представляет собой белую страницу с броским разноцветным заголовком и Flash-анимацией, состоящей из семи разноцветных моргающих кружков, создающих видимость вращения. Одновременно с анимацией проигрывается аудиозапись, приветствующая пользователя, несколько раз повторяющая название сайта и сообщающая, что «вы можете делать всё что угодно на Zombo.com. … Единственное ограничение — это вы сами».

## Популярность и критика
Продюсер видеоигр Билл Роупер и музыкант Дейв Раунтри назвали Zombo.com в числе любимых сайтов. Раунтри пояснил: «Я думаю, zombo.com отражает весь Интернет. Обещает Землю, а даёт небольшую анимацию с шероховатым саундтреком». Samela Harros из журнала The Advertiser назвала Zombo.com «самым приветливым сайтом Интернета». Веб-аниматор Joel Veitch назвал Zombo.com «самым бесполезным сайтом», так как «он не делает ничего, только рассказывает о том, какой он замечательный». Mark Sullivan из журнала PC World включил Zombo в список десяти самых бесполезных сайтов Интернета, заключив: «ну, фактически, ничего не происходит на zombo.com». Шестью годами позже сайт попал в аналогичный список «19 самых бесполезных сайтов, способных убить ваше время» от российского журнала Компьютерра.